# Pel·lícules de Harry Potter
Les saga cinematogràfica de Harry Potter és un conjunt audiovisual de vuit pel·lícules, distribuïdes per la productora Warner Bros, que pertanyen a la franquícia de ciència-ficció i animació fantàstica de Harry Potter, alhora basades en els llibres de la saga literària màgica de J. K. Rowling. La saga va començar amb Harry Potter i la pedra filosofal l'any 2001 i va culminar al 2011 amb Harry Potter i les relíques de la Mort – Part 2. Anys després, se'n inicià també la producció d'una sèrie derivada dissenyada a partir de cinc pel·lícules, de les quals la primera, Bèsties fantàstiques i on trobar-les, s'estrenà l'any 2016.
La saga va ser produïda principalment per David Heyman i protagonitzada per Daniel Radcliffe, Rupert Grint i Emma Watson com a Harry Potter, Ronald Weasley i Hermione Granger respectivament. Va tenir quatre directors diferents: Chris Columbus, Alfonso Cuarón, Mike Newell i David Yates. Els guions van ser escrits per Steve Kloves, a excepció de Harry Potter i l'orde del Fènix (2007), que va ser escrit per Michael Goldenberg.
Totes aquestes pel·lícules disposen de doblatge en català des del seu llançament a les sales de cinema. Actualment, d'entre les diferents plataformes de pagament per visió, es poden trobar totes amb el seu corresponent àudio en català a Amazon Prime Video.

## Producció
La filmació de la saga va començar a Leavesden Studios, Hertfordshire, Anglaterra, al setembre de 2000, i va acabar al desembre de 2010. Leavesden Studios va ser la base principal de filmació i l'any 2012 va obrir al públic com un studio tour.
| Pel·lícula                                       | Director       | Guionista          | Productors                                    | Compositor        | Llibre                                  |
| ------------------------------------------------ | -------------- | ------------------ | --------------------------------------------- | ----------------- | --------------------------------------- |
| Harry Potter i la pedra filosofal                | Chris Columbus | Steve Kloves       | David Heyman                                  | John Williams     | Harry Potter i la pedra filosofal       |
| Harry Potter i la cambra secreta                 | Chris Columbus | Steve Kloves       | Chris Columbus, David Heyman i Mark Radcliffe | John Williams     | Harry Potter i la cambra secreta        |
| Harry Potter i el pres d'Azkaban                 | Alfonso Cuarón | Steve Kloves       | David Heyman                                  | John Williams     | Harry Potter i el pres d'Azkaban        |
| Harry Potter i el calze de foc                   | Mike Newell    | Steve Kloves       | David Heyman & David Barron                   | Patrick Doyle     | Harry Potter i el calze de foc          |
| Harry Potter i l'orde del Fènix                  | David Yates    | Michael Goldenberg | David Heyman & David Barron                   | Nicholas Hopper   | Harry Potter i l'orde del Fènix         |
| Harry Potter i el misteri del Príncep            | David Yates    | Steve Kloves       | David Heyman, David Barron & J. K. Rowling    | Nicholas Hopper   | Harry Potter i el misteri del Príncep   |
| Harry Potter i les relíquies de la Mort – Part 1 | David Yates    | Steve Kloves       | David Heyman, David Barron & J. K. Rowling    | Alexandre Desplat | Harry Potter i les Relíquies de la Mort |
| Harry Potter i les relíquies de la Mort – Part 2 | David Yates    | Steve Kloves       | David Heyman, David Barron & J. K. Rowling    | Alexandre Desplat | Harry Potter i les Relíquies de la Mort |

### Directors
La saga ha estat dirigida per quatre directors diferents: Chris Columbus, Alfonso Cuarón, Mike Newell i David Yates. Columbus l'havia de dirigir sencera, però després d'haver dirigit les dues primeres, va decidir no retornar a la direcció i esdevenir només productor. Alfonso Cuarón va ser l'encarregat de dirigir Harry Potter i el pres d'Azkaban i va declinar fer-ho per al quart film. Consegüentment, Mike Newell fou l'escollit per Harry Potter i el calze de foc. Newell tampoc va voler dirigir les altres quatre pel·lícules restants, que finalment foren atorgades a David Yates.
La visió de cada director fou diferent de la del seu predecessor. Per exemple, Columbus va dir que les dues primeres pel·lícules eren com un «llibre de contes daurat» amb una ambientació antiga, mentre que Cuarón va canviar el to visual i va utilitzar una paleta cromàtica menys saturada. Newell va dirigir la quarta com un thriller paranoic i Yates va voler portat el sentit del perill i de caràcter al món. Tots van comentar la dificultat d'equilibrar la seva visió de la història a partir del món que Columbus havia creat inicialment.
David Heyman, el productor, va comentar la «generositat dels directors» quan va explicar que Columbus havia passat temps amb Cuarón, Cuarón amb Newell i també Newell amb Yates, de manera que hi hagué un intercanvi fluïd d'experiència i coneixement. Tots quatre directors es varen lloar entre ells i Columbus parlà favorablement del desenvolupament dels personatges. Cuarón admirà la «poesia tranquil·la» de Yates; Newell feu notar que cada director tenia un heroisme diferent i Yates veié les quatre primeres pel·lícules i les «gaudí des del respecte».

### Guions
Steve Kloves va escriure els guions menys el de la cinquena pel·lícula, que la va escriure Michael Goldenberg. Kloves va comptar amb l'assistència directa de J.K. Rowling, encara que li va permetre el que ell va qualificar de «cambra tremolosa». Rowling va demanar a Kloves que es mantingués fidel a l'esperit dels llibres. Per tant, la trama i el to és corresponent als del seu llibre, tot i que amb certs canvis i omissions per finalitats cinemàtiques o limitacions temps i de pressupost. Michael Goldenberg també va rebre informació de Rowling durant la seva adaptació de la cinquena novel·la.
Un model d'estudi de Hogwarts. És l'escenari principal de la sèrie; el castell es caracteritza per adaptar-se a totes les novel·les i pel·lícules.
En una entrevista de 2010, David Heyman va explicar breument la transició entre llibres i pel·lícules. Va comentar sobre la participació de Rowling a la sèrie, afirmant que va comprendre que «els llibres i les pel·lícules són diferents» i va ser «el millor suport» que un productor podria tenir. Rowling en general va aprovar tots els guions, que van ser vistos i discutits pel director i els productors. Heyman també va dir que Kloves era la "veu clau" en el procés d'adaptació de les novel·les i que certs aspectes dels llibres havien de ser exclosos a causa de la decisió dels cineastes de mantenir el focus principal en el viatge de Harry com a personatge, que donaria a les pel·lícules una estructura definida. Heyman va esmentar que alguns fans «no necessàriament comprenen el procés d'adaptació» i que els cineastes haurien volgut «tenir-ho tot» a les pel·lícules, però van assenyalar que no era possible, ja que no tenien «ni temps ni estructura cinematogràfica» per fer-ho. Va acabar dient que adaptar una novel·la a la pantalla era un procés realment costós.
A causa que les pel·lícules es feien a mesura que es publicaven les novel·les, els cineastes no tenien cap idea del resultat de la història fins al llançament de la última novel·la l'any 2007. Kloves va parlar de la seva relació amb Rowling a l'hora d'adaptar les novel·les dient: «La cosa de Jo (J.K Rowling), que és notable per a algú que no té experiència en el procés de realització de la pel·lícula, va ser la seva intuïció. Vaig tenir una conversa el primer dia que la vaig conèixer, on em va dir: "Se que les pel·lícules no poden ser els llibres..." perquè sé el que vindrà i és impossible dramatitzar completament a la pantalla el que vaig a escriure. Només et demano que siguis fidel als personatges, això és tot el que em preocupa». Kloves també va dir: «No sé què em va fer dir això [a Rowling], però vaig dir-li: "Acabo d'advertir que el meu personatge preferit no és el Harry. El meu personatge preferit és l'Hermione". I crec que per alguna raó estranya, des d'aquell moment, ella va confiar en mi».

### Disseny delset
El dissenyador de producció de les vuit pel·lícules va ser Stuart Craig, assistit per Stephenie McMillan. Craig va crear, per exemple, el Ministeri de Màgia, la Cambra de Secrets o la Malfoy Manor. Com que les novel·les es van publicar a mesura que es feien les pel·lícules, Craig va haver de reconstruir alguns decorats per a futures pel·lícules i va haver d'alterar el disseny de Hogwarts.
El conjunt de pel·lícules d'estudi de The Great Hall of Hogwarts va ser un dels primers conjunts creats per a la sèrie. L'església del Saló de Crist a Oxford, Anglaterra, va ser la inspiració pel set del Gran Saló de Hogwarts.
Craig va dir: «Al principi, cada vegada que es veia l'exterior de Hogwarts, era una miniatura física, que va ser realitzada per artesans. Vam acabar amb un perfil de Hogwarts, un horitzó que en realitat no vaig dissenyar, i que no sempre era satisfactori, i com que totes les novel·les es van escriure mentre es van fer les pel·lícules, hi havia nous requeriments [per a edificis]. La [Torre d'Astronomia] definitivament no hi era originalment, i així vam poder afegir aquesta peça substancial. I en l'última pel·lícula, necessitàvem un escenari per la batalla de Hogwarts: el gran pati exterior es va duplicar de mida, i si es mira la primera pel·lícula, no hi era». En l'última pel·lícula, Craig va usar un model digital en comptes d'una miniatura.
Sobre el mètode de crear els conjunts, Craig va comentar que sovint començava dibuixant les idees en un full de paper en blanc. Stephanie McMillan també va afegir que «cada pel·lícula tenia nous desafiaments», mentre citava els canvis d'estil visual entre directors i cinematògrafs com a exemple. Craig va comentar la seva experiència treballant a l'entorn de l'estudi: «Sóc el dissenyador de producció, però en una pel·lícula gran com Harry Potter, puc ser responsable de 30 a 35 persones, des del supervisor del director d'art i un equip de directors d'art i assistents, a dibuixants i dibuixants júniors, i després a fabricants de models, escultors i artistes escènics». Va dir que «Fa deu anys, tots els dibuixos de Harry Potter es feien amb llapis. Agafava els meus plans i esbossos i els donava a un il·lustrador arquitectònic professional, que creava el concept art utilitzant llapis i colors sobre paper d'aquarel·la». Va dir que el procés va canviar lleugerament al llarg dels anys a causa del que va anomenar, la revolució digital de fer pel·lícules.
Quan es va acabar la filmació, alguns dels conjunts de Craig van ser reconstruïts o transportats per a poder ser exposats.

### Efectes visuals
Moltes empreses d'efectes visuals han treballat a la saga de Harry Potter, com ara Rising Sun Pictures, Double Negative, Cinesite, Framestore o Industrial Light & Magic. Els tres últims, en totes les pel·lícules de la sèrie, mentre que Double Negative i Rising Sun Pictures van començar amb Harry Potter i el pres d'Azkaban o Harry Potter i el calze de foc, respectivament. Framestore va contribuir amb el desenvolupament de moltes criatures i seqüències memorables de la sèrie. Cinesita va produir tant efectes miniaturals com digitals per a les pel·lícules.
El productor David Barron va dir que «Harry Potter va crear la indústria dels efectes del Regne Unit tal com la coneixem. A la primera pel·lícula, tots els efectes visuals complicats es van fer a la costa oest dels Estats Units d'Amèrica, però en la segona, vam fer un salt de fe i es va donar una gran part del que normalment es donaria als venedors californians als britànics». Tim Burke, supervisor d'efectes visuals, va afirmar que molts estudis «ara porten el seu treball a les companyies del Regne Unit, totes les instal·lacions estan completament reservades, i aquest no era el cas abans de Harry Potter».

### Efectes especials
A les pel·lícules, al principi, les espelmes flotants al Gran Saló estaven subjectades per cables però més tard van haver d'afegir-les digitalment a causa de problemes amb el calor i la cera. Els menjars en els àpats del Gran Saló estaven fets, majoritàriament, de resina pintada, però n'hi havia alguns que eren comestibles per tal que els actors fossin capaços de menjar-los. Per aconseguir que Hagrid semblés un gegant, es van realitzar dos sets diferents de casa seva: un de mida real per a gravar els altres personatges i un de mida reduïda per a fer veure a Hagrid més gran. Per simular el joc de Quidditch, les escenes amb escombres es gravar davant d'una pantalla verda i l'equip d'efectes visuals va canviar el fons a la postproducció.